# Vuelta a España 2006
La 61.ª edición de la Vuelta a España, puntuable para el UCI ProTour, se disputó del 26 de agosto al 17 de septiembre de 2006 entre Málaga y Madrid, con un recorrido de 3213 km dividido en 21 etapas. Se proclamó vencedor Alexander Vinokourov.
En esta edición, por primera vez en muchos años, no se disputó ninguna etapa en los Pirineos, a pesar de lo cual, contaba con cinco finales en alto. En el recorrido de la prueba también destacan dos contrarrelojes individuales de media distancia y un prólogo de siete kilómetros disputado por equipos.
En lo concerniente a la participación, tomaban la salida los ciclistas más destacados en la edición del Tour del mismo año, los españoles Óscar Pereiro y Carlos Sastre, si bien el primero partía, en un principio, a las órdenes de Alejandro Valverde. En la participación extranjera, destacaba sobre todo la presencia de Alexander Vinokourov, Andrey Kashechkin, Danilo Di Luca, Denis Menchov y Thomas Danielson en cuanto a aspiraciones a la clasificación general.
Seis fueron los triunfos de etapa conseguidos por ciclistas españoles, además de la clasificación de la montaña, que fue para Egoi Martínez. También seis fue el número de ciclistas diferentes que vistieron el jersey oro que identificaba al líder de la clasificación general.

## Equipos participantes
| ProTeams (20)- Rabobank - CSC - AG2R Prévoyance - Bouygues Télécom - Crédit agricole - Caisse d'Épargne-Illes Balears - Cofidis-Le Crédit par Téléphone - Discovery Channel - Davitamon-Lotto - Euskaltel-Euskadi - La Française des jeux - Gerolsteiner - Lampre-Fondital - Liquigas - Team Milram - Phonak Hearing Systems - Quick Step-Innergetic - Saunier Duval-Prodir - T-Mobile - Astana Equipo continental profesional- Relax-GAM |
| |

## Etapas
| Etapa      | Fecha     | Recorrido                                                     | type                     | Distancia (km) | Ganador              | Líder                |
| ---------- | --------- | ------------------------------------------------------------- | ------------------------ | -------------- | -------------------- | -------------------- |
| 1.ª etapa  | 26 de ago | Málaga – Málaga                                               | contrarreloj por equipos | 7,3            | CSC                  | Carlos Sastre        |
| 2.ª etapa  | 27 de ago | Málaga – Córdoba                                              | etapa llana              | 167            | Paolo Bettini        | Thor Hushovd         |
| 3.ª etapa  | 28 de ago | Córdoba – Almendralejo                                        | etapa llana              | 219            | Fran Ventoso         | Thor Hushovd         |
| 4.ª etapa  | 29 de ago | Almendralejo – Cáceres                                        | etapa llana              | 142            | Erik Zabel           | Thor Hushovd         |
| 5.ª etapa  | 30 de ago | Plasencia – Estación de esquí de La Covatilla                 | etapa de montaña         | 178            | Danilo Di Luca       | Danilo Di Luca       |
| 6.ª etapa  | 31 de ago | Zamora – León                                                 | etapa llana              | 155            | Thor Hushovd         | Danilo Di Luca       |
| 7.ª etapa  | 1 de sep  | León – Estación de esquí de El Morredero                      | etapa de montaña         | 154,2          | Alejandro Valverde   | Janez Brajkovič      |
| 8.ª etapa  | 2 de sep  | Ponferrada – Lugo                                             | etapa llana              | 181            | Alekszandr Vinokurov | Janez Brajkovič      |
| 9.ª etapa  | 3 de sep  | Fonsagrada – Alto de la Cobertoria                            | etapa de montaña         | 207            | Alekszandr Vinokurov | Alejandro Valverde   |
|            | 4 de sep  | Día de descanso                                               | Día de descanso          |                |                      |                      |
| 10.ª etapa | 5 de sep  | Avilés – Museo Nacional y Centro de Investigación de Altamira | etapa llana              | 199            | Sérgio Paulinho      | Alejandro Valverde   |
| 11.ª etapa | 6 de sep  | Torrelavega – Burgos                                          | etapa llana              | 173            | Egoi Martínez        | Alejandro Valverde   |
| 12.ª etapa | 7 de sep  | Aranda de Duero – Guadalajara                                 | etapa llana              | 169,3          | Luca Paolini         | Alejandro Valverde   |
| 13.ª etapa | 8 de sep  | Guadalajara – Cuenca                                          | etapa llana              | 180            | Samuel Sánchez       | Alejandro Valverde   |
| 14.ª etapa | 9 de sep  | Cuenca – Cuenca                                               | etapa llana              | 33,2           | David Millar         | Alejandro Valverde   |
| 15.ª etapa | 10 de sep | Motilla del Palancar – Almusafes                              | etapa llana              | 182            | Robert Förster       | Alejandro Valverde   |
|            | 11 de sep | Día de descanso                                               | Día de descanso          |                |                      |                      |
| 16.ª etapa | 12 de sep | Almería – Observatorio de Calar Alto                          | etapa de montaña         | 145            | Igor Antón           | Alejandro Valverde   |
| 17.ª etapa | 13 de sep | Adra – Granada                                                | etapa de media montaña   | 167            | Tom Danielson        | Alekszandr Vinokurov |
| 18.ª etapa | 14 de sep | Granada – Sierra de la Pandera                                | etapa de montaña         | 153            | Andréi Kashechkin    | Alekszandr Vinokurov |
| 19.ª etapa | 15 de sep | Jaén – Ciudad Real                                            | etapa llana              | 205            | José Luis Arrieta    | Alekszandr Vinokurov |
| 20.ª etapa | 16 de sep | Rivas-Vaciamadrid – Rivas-Vaciamadrid                         | contrarreloj individual  | 27             | Alekszandr Vinokurov | Alekszandr Vinokurov |
| 21.ª etapa | 17 de sep | Madrid – Madrid                                               | etapa llana              | 142            | Erik Zabel           | Alekszandr Vinokurov |

## Desarrollo general

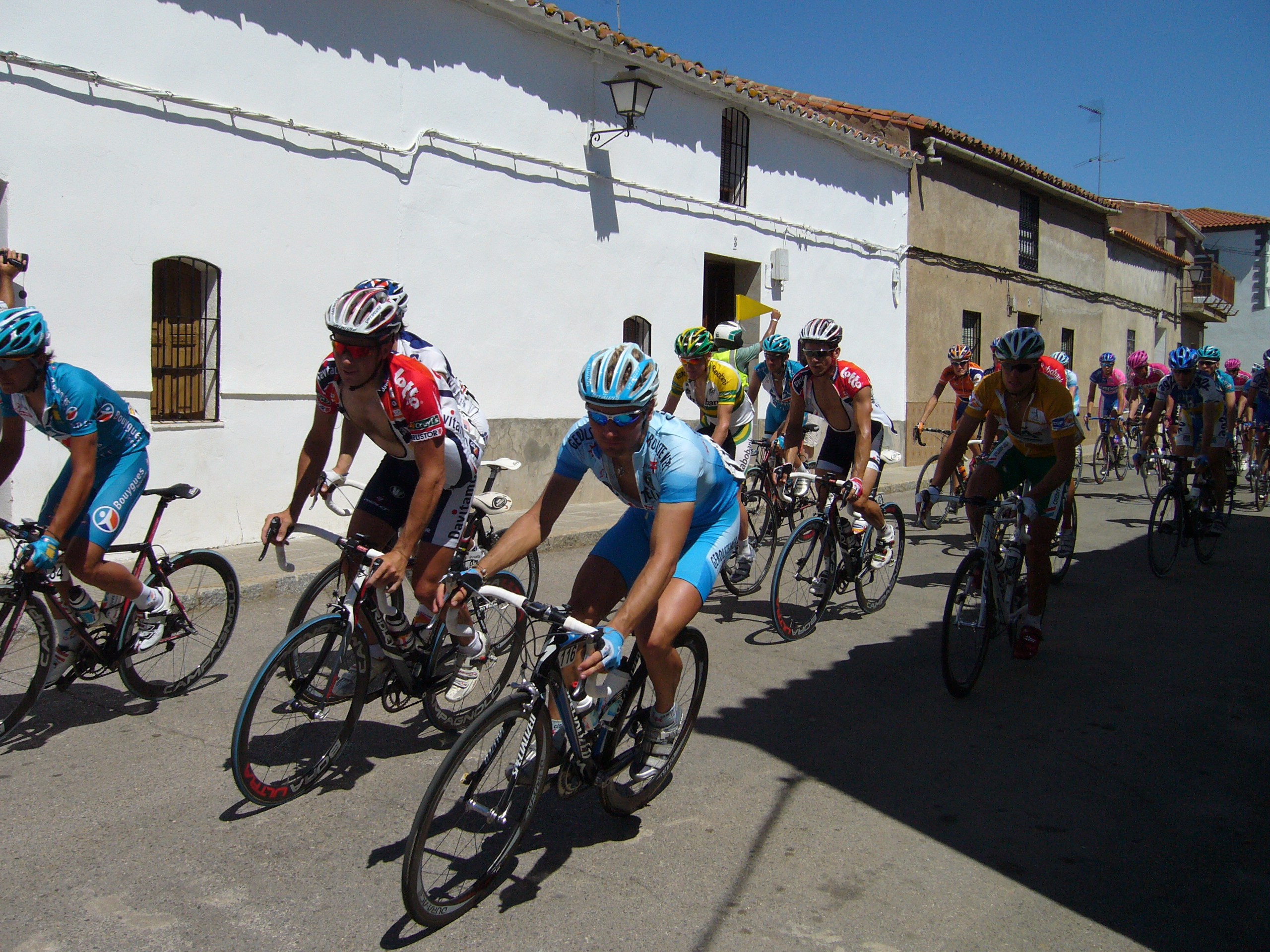
Pelotón a su paso por la aldea de La Cardenchosa (Badajoz)

Tras las tres primeras etapas de montaña, Valverde era líder de la carrera, seguido de Kashechkin, Sastre y Gómez Marchante a menos de un minuto, los cuales junto a algún otro ciclistas, como Vinokourov o Danielson, se presentaban como los más fuertes de la competición. Al término de la primera contrarreloj individual, la ventaja de Valverde se había incrementado hasta casi un minuto con el segundo clasificado, Kashechkin. Gómez Marchante, quinto clasificado, se encontraba ya a más de dos minutos de diferencia.
La 16.ª etapa, también con final en alto, supuso un incremento en la ventaja de Valverde respecto a sus rivales. Vinokourov y Sastre, sus más inmediatos perseguidores, se encontraban a más de un minuto y medio. Sin embargo, en la etapa siguiente, el ciclista kazajo consiguió recortar las diferencias, tras escaparse durante el ascenso al último puerto de la jornada, cuya cima se encontraba a unos veinte kilómetros de la meta. Esto, unido a un excelente descenso, le dieron el liderato.
A pesar de las buenas intenciones de Valverde, quien preveía atacar férreamente en la 18.ª etapa, Vinokourov demostró ser el más fuerte una vez más, atacando en la ascensión a la Sierra de la Pandera y descolgando a todos los favoritos con la excepción de su compañero de equipo, el también kazajo Andrey Kashechkin, quien se hizo con el triunfo de etapa y el tercer puesto de la general. Alexander Vinokourov redondería su victoria final con un tercer triunfo de etapa, en la última contrarreloj individual.

## Clasificaciones finales

### Clasificación general
| \| Clasificación general \| Clasificación general \| Clasificación general \| Clasificación general \| Clasificación general \| \| Ciclista \| Ciclista \| Equipo \| Tiempo \| \| \| --------------------- \| -------------------------- \| ------------------------------- \| --------------------- \| --------------------- \| \| 1.º \| Alekszandr Vinokurov \| Astana \| 81 h 23 min 07 s \| \| \| 2.º \| Alejandro Valverde \| Caisse d'Épargne-Illes Balears \| + 1 min 12 s \| \| \| 3.º \| Andréi Kashechkin \| Astana \| + 3 min 12 s \| \| \| 4.º \| Carlos Sastre \| CSC \| + 3 min 36 s \| \| \| 5.º \| José Ángel Gómez Marchante \| Saunier Duval-Prodir \| + 6 min 51 s \| \| \| 6.º \| Tom Danielson \| Discovery Channel \| DES \| \| \| 7.º \| Samuel Sánchez \| Euskaltel-Euskadi \| + 8 min 26 s \| \| \| 8.º \| Vladímir Karpets \| Caisse d'Épargne-Illes Balears \| + 10 min 36 s \| \| \| 9.º \| Manolo Beltrán \| Discovery Channel \| + 10 min 47 s \| \| \| 10.º \| Luis Pérez Rodríguez \| Cofidis-Le Crédit par Téléphone \| + 11 min 32 s \| \| \| 11.º \| Stijn Devolder \| Discovery Channel \| + 12 min 52 s \| \| \| 12.º \| Egoi Martínez \| Discovery Channel \| + 15 min 10 s \| \| \| 13.º \| Leonardo Piepoli \| Saunier Duval-Prodir \| + 17 min 23 s \| \| \| 14.º \| Sylwester Szmyd \| Lampre-Fondital \| + 18 min 40 s \| \| \| 15.º \| Igor Antón \| Euskaltel-Euskadi \| + 18 min 56 s \| \| \| 16.º \| Sérgio Paulinho \| Astana \| + 19 min 44 s \| \| \| 17.º \| Joaquim Rodríguez \| Caisse d'Épargne-Illes Balears \| + 24 min 18 s \| \| \| 18.º \| Yevgueni Petrov \| Lampre-Fondital \| + 27 min 51 s \| \| \| 19.º \| David Arroyo \| Caisse d'Épargne-Illes Balears \| + 28 min 04 s \| \| \| 20.º \| Chris Horner \| Davitamon-Lotto \| + 29 min 04 s \| \| \| 21.º \| Lars Ytting Bak \| CSC \| + 30 min 36 s \| \| \| 22.º \| Xabier Zandio \| Caisse d'Épargne-Illes Balears \| + 32 min 09 s \| \| \| 23.º \| Vladímir Gúsev \| Discovery Channel \| + 34 min 45 s \| \| \| 24.º \| Theo Eltink \| Rabobank \| + 42 min 46 s \| \| \| 25.º \| José Miguel Elías \| Relax-GAM \| + 43 min 20 s \| \| |                            |                                 |                  |
| |                            |                                 |                  |
| Fuente: ProCyclingStats |                            |                                 |                  |
| Clasificación general |                            |                                 |                  |
| Ciclista | Ciclista                   | Equipo                          | Tiempo           |
| 1.º | Alekszandr Vinokurov       | Astana                          | 81 h 23 min 07 s |
| 2.º | Alejandro Valverde         | Caisse d'Épargne-Illes Balears  | + 1 min 12 s     |
| 3.º | Andréi Kashechkin          | Astana                          | + 3 min 12 s     |
| 4.º | Carlos Sastre              | CSC                             | + 3 min 36 s     |
| 5.º | José Ángel Gómez Marchante | Saunier Duval-Prodir            | + 6 min 51 s     |
| 6.º | Tom Danielson              | Discovery Channel               | DES              |
| 7.º | Samuel Sánchez             | Euskaltel-Euskadi               | + 8 min 26 s     |
| 8.º | Vladímir Karpets           | Caisse d'Épargne-Illes Balears  | + 10 min 36 s    |
| 9.º | Manolo Beltrán             | Discovery Channel               | + 10 min 47 s    |
| 10.º | Luis Pérez Rodríguez       | Cofidis-Le Crédit par Téléphone | + 11 min 32 s    |
| 11.º | Stijn Devolder             | Discovery Channel               | + 12 min 52 s    |
| 12.º | Egoi Martínez              | Discovery Channel               | + 15 min 10 s    |
| 13.º | Leonardo Piepoli           | Saunier Duval-Prodir            | + 17 min 23 s    |
| 14.º | Sylwester Szmyd            | Lampre-Fondital                 | + 18 min 40 s    |
| 15.º | Igor Antón                 | Euskaltel-Euskadi               | + 18 min 56 s    |
| 16.º | Sérgio Paulinho            | Astana                          | + 19 min 44 s    |
| 17.º | Joaquim Rodríguez          | Caisse d'Épargne-Illes Balears  | + 24 min 18 s    |
| 18.º | Yevgueni Petrov            | Lampre-Fondital                 | + 27 min 51 s    |
| 19.º | David Arroyo               | Caisse d'Épargne-Illes Balears  | + 28 min 04 s    |
| 20.º | Chris Horner               | Davitamon-Lotto                 | + 29 min 04 s    |
| 21.º | Lars Ytting Bak            | CSC                             | + 30 min 36 s    |
| 22.º | Xabier Zandio              | Caisse d'Épargne-Illes Balears  | + 32 min 09 s    |
| 23.º | Vladímir Gúsev             | Discovery Channel               | + 34 min 45 s    |
| 24.º | Theo Eltink                | Rabobank                        | + 42 min 46 s    |
| 25.º | José Miguel Elías          | Relax-GAM                       | + 43 min 20 s    |

### Clasificación por puntos
| Clasificación por puntos | Clasificación por puntos   | Clasificación por puntos       | Clasificación por puntos | Clasificación por puntos |
| Ciclista                 | Ciclista                   | Equipo                         | Puntos                   |                          |
| ------------------------ | -------------------------- | ------------------------------ | ------------------------ | ------------------------ |
| 1.º                      | Thor Hushovd               | Crédit Agricole                | 199 pts                  |                          |
| 2.º                      | Alekszandr Vinokurov       | Astana                         | 163 pts                  |                          |
| 3.º                      | Alejandro Valverde         | Caisse d'Épargne-Illes Balears | 147 pts                  |                          |
| 4.º                      | Samuel Sánchez             | Euskaltel-Euskadi              | 107 pts                  |                          |
| 5.º                      | Erik Zabel                 | Team Milram                    | 104 pts                  |                          |
| 6.º                      | Stuart O'Grady             | CSC                            | 104 pts                  |                          |
| 7.º                      | Fran Ventoso               | Saunier Duval-Prodir           | 99 pts                   |                          |
| 8.º                      | Andréi Kashechkin          | Astana                         | 95 pts                   |                          |
| 9.º                      | Carlos Sastre              | CSC                            | 93 pts                   |                          |
| 10.º                     | José Ángel Gómez Marchante | Saunier Duval-Prodir           | 68 pts                   |                          |

### Clasificación de la montaña
| Clasificación de la montaña | Clasificación de la montaña | Clasificación de la montaña    | Clasificación de la montaña | Clasificación de la montaña |
| Ciclista                    | Ciclista                    | Equipo                         | Puntos                      |                             |
| --------------------------- | --------------------------- | ------------------------------ | --------------------------- | --------------------------- |
| 1.º                         | Egoi Martínez               | Discovery Channel              | 129 pts                     |                             |
| 2.º                         | Pietro Caucchioli           | Crédit Agricole                | 117 pts                     |                             |
| 3.º                         | Alejandro Valverde          | Caisse d'Épargne-Illes Balears | 98 pts                      |                             |
| 4.º                         | Andréi Kashechkin           | Astana                         | 84 pts                      |                             |
| 5.º                         | Alekszandr Vinokurov        | Astana                         | 82 pts                      |                             |
| 6.º                         | José Miguel Elías           | Relax-GAM                      | 70 pts                      |                             |
| 7.º                         | Igor Antón                  | Euskaltel-Euskadi              | 67 pts                      |                             |
| 8.º                         | Carlos Sastre               | CSC                            | 63 pts                      |                             |
| 9.º                         | José Ángel Gómez Marchante  | Saunier Duval-Prodir           | 60 pts                      |                             |
| 10.º                        | David Arroyo                | Caisse d'Épargne-Illes Balears | 58 pts                      |                             |

### Clasificación combinada
En la clasificación combinada se suman los puestos de los corredores en la clasificación general, la clasificación a puntos y la de la montaña. El corredor que menos puestos tenga en la suma de las tres camisas es el primero de la clasificación.
| Clasificación de la combinada | Clasificación de la combinada | Clasificación de la combinada  | Clasificación de la combinada | Clasificación de la combinada |
| Ciclista                      | Ciclista                      | Equipo                         | Puntos                        |                               |
| ----------------------------- | ----------------------------- | ------------------------------ | ----------------------------- | ----------------------------- |
| 1.º                           | Alekszandr Vinokurov          | Astana                         | 8 pts                         |                               |
| 2.º                           | Alejandro Valverde            | Caisse d'Épargne-Illes Balears | 8 pts                         |                               |
| 3.º                           | Andréi Kashechkin             | Astana                         | 15 pts                        |                               |
| 4.º                           | Carlos Sastre                 | CSC                            | 21 pts                        |                               |
| 5.º                           | José Ángel Gómez Marchante    | Saunier Duval-Prodir           | 24 pts                        |                               |
| 6.º                           | Samuel Sánchez                | Euskaltel-Euskadi              | 25 pts                        |                               |
| 7.º                           | Tom Danielson                 | Discovery Channel              | 28 pts                        |                               |
| 8.º                           | Egoi Martínez                 | Discovery Channel              | 31 pts                        |                               |
| 9.º                           | Igor Antón                    | Euskaltel-Euskadi              | 39 pts                        |                               |
| 10.º                          | Vladímir Karpets              | Caisse d'Épargne-Illes Balears | 42 pts                        |                               |

### Clasificación por equipos
| Clasificación por equipos | Clasificación por equipos       | Clasificación por equipos | Clasificación por equipos |
| Equipo                    | Equipo                          | Tiempo                    |                           |
| ------------------------- | ------------------------------- | ------------------------- | ------------------------- |
| 1.º                       | Discovery Channel               | 243 h 36 min 42 s         |                           |
| 2.º                       | Caisse d'Épargne-Illes Balears  | + 15 min 25 s             |                           |
| 3.º                       | Astana                          | + 25 min 33 s             |                           |
| 4.º                       | Euskaltel-Euskadi               | + 32 min 13 s             |                           |
| 5.º                       | CSC                             | + 52 min 56 s             |                           |
| 6.º                       | Saunier Duval-Prodir            | + 1 h 40 min 02 s         |                           |
| 7.º                       | Lampre-Fondital                 | + 1 h 43 min 20 s         |                           |
| 8.º                       | AG2R Prévoyance                 | + 2 h 02 min 55 s         |                           |
| 9.º                       | Relax-GAM                       | + 2 h 16 min 26 s         |                           |
| 10.º                      | Cofidis-Le Crédit par Téléphone | + 2 h 20 min 33 s         |                           |

## Evolución de las clasificaciones
| Etapa                   |                          | Ganador _            | Clasificación general | Puntos        | Montaña           | Combinada            | Equipo _          |
| ----------------------- | ------------------------ | -------------------- | --------------------- | ------------- | ----------------- | -------------------- | ----------------- |
| 1.ª etapa               | contrarreloj por equipos | CSC                  | Carlos Sastre         | Carlos Sastre | no otorgado       | no otorgado          | CSC               |
| 2.ª etapa               | etapa llana              | Paolo Bettini        | Thor Hushovd          | Paolo Bettini | Mario de Sárraga  | Mario de Sárraga     | CSC               |
| 3.ª etapa               | etapa llana              | Fran Ventoso         | Thor Hushovd          | Thor Hushovd  | Mario de Sárraga  | David de la Fuente   | CSC               |
| 4.ª etapa               | etapa llana              | Erik Zabel           | Thor Hushovd          | Thor Hushovd  | Mario de Sárraga  | David de la Fuente   | CSC               |
| 5.ª etapa               | etapa de montaña         | Danilo Di Luca       | Danilo Di Luca        | Thor Hushovd  | Danilo Di Luca    | Danilo Di Luca       | Discovery Channel |
| 6.ª etapa               | etapa llana              | Thor Hushovd         | Danilo Di Luca        | Thor Hushovd  | Danilo Di Luca    | Danilo Di Luca       | Discovery Channel |
| 7.ª etapa               | etapa de montaña         | Alejandro Valverde   | Janez Brajkovič       | Thor Hushovd  | Janez Brajkovič   | Janez Brajkovič      | Discovery Channel |
| 8.ª etapa               | etapa llana              | Alekszandr Vinokurov | Janez Brajkovič       | Thor Hushovd  | Janez Brajkovič   | Janez Brajkovič      | Discovery Channel |
| 9.ª etapa               | etapa de montaña         | Alekszandr Vinokurov | Alejandro Valverde    | Thor Hushovd  | Pietro Caucchioli | Alejandro Valverde   | Discovery Channel |
| 10.ª etapa              | etapa llana              | Sérgio Paulinho      | Alejandro Valverde    | Thor Hushovd  | Pietro Caucchioli | Alejandro Valverde   | Discovery Channel |
| 11.ª etapa              | etapa llana              | Egoi Martínez        | Alejandro Valverde    | Thor Hushovd  | Pietro Caucchioli | Alejandro Valverde   | Discovery Channel |
| 12.ª etapa              | etapa llana              | Luca Paolini         | Alejandro Valverde    | Thor Hushovd  | Pietro Caucchioli | Alejandro Valverde   | Discovery Channel |
| 13.ª etapa              | etapa llana              | Samuel Sánchez       | Alejandro Valverde    | Thor Hushovd  | Pietro Caucchioli | Alejandro Valverde   | Discovery Channel |
| 14.ª etapa              | etapa llana              | David Millar         | Alejandro Valverde    | Thor Hushovd  | Pietro Caucchioli | Alejandro Valverde   | Discovery Channel |
| 15.ª etapa              | etapa llana              | Robert Förster       | Alejandro Valverde    | Thor Hushovd  | Pietro Caucchioli | Alejandro Valverde   | Discovery Channel |
| 16.ª etapa              | etapa de montaña         | Igor Antón           | Alejandro Valverde    | Thor Hushovd  | Pietro Caucchioli | Alejandro Valverde   | Discovery Channel |
| 17.ª etapa              | etapa de media montaña   | Tom Danielson        | Alekszandr Vinokurov  | Thor Hushovd  | Egoi Martínez     | Alejandro Valverde   | Discovery Channel |
| 18.ª etapa              | etapa de montaña         | Andréi Kashechkin    | Alekszandr Vinokurov  | Thor Hushovd  | Egoi Martínez     | Alekszandr Vinokurov | Discovery Channel |
| 19.ª etapa              | etapa llana              | José Luis Arrieta    | Alekszandr Vinokurov  | Thor Hushovd  | Egoi Martínez     | Alekszandr Vinokurov | Discovery Channel |
| 20.ª etapa              | contrarreloj individual  | Alekszandr Vinokurov | Alekszandr Vinokurov  | Thor Hushovd  | Egoi Martínez     | Alekszandr Vinokurov | Discovery Channel |
| 21.ª etapa              | etapa llana              | Erik Zabel           | Alekszandr Vinokurov  | Thor Hushovd  | Egoi Martínez     | Alekszandr Vinokurov | Discovery Channel |
| Clasificaciones finales | Clasificaciones finales  |                      | Alekszandr Vinokurov  | Thor Hushovd  | Egoi Martínez     | Alekszandr Vinokurov | Discovery Channel |

## Banda sonora
TVE cubrió esta prueba escogiendo como banda sonora la canción "En qué estrella estará", de Nena Daconte.